# Gourdan-Polignan
Gourdan-Polignan település Franciaországban, Haute-Garonne megyében. Lakosainak száma 1177 fő (2022. január 1.). Gourdan-Polignan Mazères-de-Neste, Tibiran-Jaunac, Ausson, Huos, Montréjeau és Seilhan községekkel határos.

## Népesség
A település népességének változása:
| Lakosok száma | 1664 | 1394 | 1221 | 1331 | 1315 | 1215 | 1203 | 1203 | 1182 | 1177 |
|               | 1968 | 1982 | 1990 | 2006 | 2013 | 2015 | 2017 | 2019 | 2020 | 2022 |